# 兹维耶兹达09足球俱乐部
兹维耶兹达09足球俱乐部，是波斯尼亚和黑塞哥维那实体之一塞族共和國乌格列维克市镇的职业足球俱乐部。该俱乐部参加波黑足球超级联赛的赛事。其主场为有五千个座位的乌格列维克市立体育场。该俱乐部成立于2009年。